# Ponizowka (rejon fatieżski)
Ponizowka (ros. Понизовка) – chutor w zachodniej Rosji, w sielsowiecie glebowskim rejonu fatieżskiego w obwodzie kurskim.

## Geografia
Miejscowość położona jest nad ruczajem Szmarnyj (lewy dopływ Usoży w dorzeczu Swapy), 1 km od centrum administracyjnego sielsowietu (Zykowka), 7 km na południowy wschód od centrum administracyjnego rejonu (Fatież), 40 km na północny zachód od Kurska, 7 km od drogi magistralnej (federalnego znaczenia) M2 «Krym» (część trasy europejskiej E105).
W chutorze znajduje się 15 posesji.
Klimat
Miejscowość, jak i cały rejon, znajduje się w strefie klimatu kontynentalnego z łagodnym ciepłym latem i równomiernie rozłożonymi opadami rocznymi (Dfb w klasyfikacji klimatów Köppena).

## Demografia
W 2010 r. chutor zamieszkiwało 14 osób.